# دراغوش غريغوري
دراغوش غريغوري (رومانية: Dragoș Grigore؛ مواليد 7 سبتمبر 1986) هو لاعب كرة قدم روماني يجيد اللعب كقلب دفاع مع نادي لودوغورتس رازغراد البلغاري .
لعب سابقاً في نادي السيلية .

## الإنجازات

### النادي
دينامو بوخارست
- كأس رومانيا: 2011-12
- كأس السوبر الروماني: 2012

## روابط خارجية
- دراغوش غريغوري على موقع الاتحاد الأوربي (الإنجليزية)
- دراغوش غريغوري على موقع قاعدة بيانات كرة القدم.إي يو (الإنجليزية)
- دراغوش غريغوري على موقع ناشيونال فوتبول تيمز (الإنجليزية)
- دراغوش غريغوري على موقع Soccerway.com (الإنجليزية)
- دراغوش غريغوري على موقع عالم كرة القدم.نت (الإنجليزية)
- دراغوش غريغوري على موقع AS.com (الإسبانية)